# Формула Плюккера
Формула Плюккера — одна из семейства формул, выведенных немецким математиком и физиком Плюккером в 1830-х годах. Формулы связывают некоторые инварианты алгебраических кривых и инварианты дуальных им кривых. Инвариант, называемый родом и являющийся общим как для кривой, так и для дуальной ей кривой, связан с другими инвариантами похожими формулами. Эти формулы и тот факт, что каждый из этих инвариантов должен быть положительным целым числом, накладывают строгие ограничения на возможные значения инвариантов.

## Инварианты Плюккера и базовые уравнения
Кривая в этом контексте задаётся невырожденным алгебраическим уравнением в комплексной проективной плоскости. Прямые в этой плоскости соответствуют точкам дуальной проективной плоскости, а прямые, касательные к данной алгебраической кривой C, соответствуют точкам на алгебраической кривой C*, называемой дуальной кривой. Точки же кривой C соответствуют прямым, касательным к C*, так что дуальной кривой для C* будет C.
Первые два инварианта, участвующие в формулах Плюккера — это степень d кривой C и степень d*, называемая классом кривой C. Геометрически d — это число точек пересечения произвольной прямой и C, включая комплексные точки и бесконечно удалённые точки с учётом кратности. Класс d* — это число касательных к C, проходящих через произвольную точку плоскости. Например, коническое сечение имеет и степень, и класс 2. Если у кривой C нет особых точек, первая формула Плюккера утверждает, что
{\displaystyle d^{*}=d(d-1),}
но для кривых с особыми точками формулу нужно подправить.
Пусть δ — число обыкновенных двойных точек кривой C, то есть имеющих различные касательные (такие точки называются точками самопересечения) или изолированных, а κ — число каспов, то есть точек, имеющих единственную касательную. Если кривая C имеет особенности более высокой степени, то они рассматриваются как несколько особых точек, согласно анализу природы особенности. Например, обыкновенная тройная точка считается как три двойных точки. Опять же, мнимые точки и точки на бесконечности также учитываются. Уточнённая форма первого равенства Плюккера имеет вид
{\displaystyle d^{*}=d(d-1)-2\delta -3\kappa .}
Подобным образом, пусть δ* — число обыкновенных двойных точек, а κ* — число каспов кривой C*. Вторая формула Плюккера утверждает, что
{\displaystyle \kappa ^{*}=3d(d-2)-6\delta -8\kappa .}
Геометрически обыкновенная двойная точка кривой C* — прямая, касающаяся кривой в двух точках (бикасательная), а касп кривой C* — точка перегиба.
Первые два уравнения Плюккера имеют двойственные версии:
{\displaystyle d=d^{*}(d^{*}-1)-2\delta ^{*}-3\kappa ^{*},}
{\displaystyle \kappa =3d^{*}(d^{*}-2)-6\delta ^{*}-8\kappa ^{*}.}
Эти четыре равенства, фактически, не являются независимыми, так что любые три могут быть использованы для вывода четвёртого. Если заданы любые три из шести инвариантов d, d*, δ, δ*, κ и κ*, то остальные три можно по ним вычислить.
Наконец, геометрический род кривой C можно определить по формуле
{\displaystyle g={1 \over 2}(d-1)(d-2)-\delta -\kappa .}
Это равенство эквивалентно двойственному
{\displaystyle g={1 \over 2}(d^{*}-1)(d^{*}-2)-\delta ^{*}-\kappa ^{*}}.
Всего мы имеем четыре независимых уравнения с семью неизвестными, и при задании трёх неизвестных остальные четыре могут быть вычислены.

## Кривые без особых точек
Важный частный случай — когда кривая C не имеет особых точек, то есть δ и κ равны 0, так что оставшиеся инварианты можно вычислить в терминах исключительно d:
{\displaystyle d^{*}=d(d-1)}
{\displaystyle \delta ^{*}={1 \over 2}d(d-2)(d-3)(d+3)}
{\displaystyle \kappa ^{*}=3d(d-2)}
{\displaystyle g={1 \over 2}(d-1)(d-2).}
Так, например, плоская квартика без особых точек имеет род 3, имеет 28 бикасательных и 24 точки перегиба.

## Типы кривых
Кривые классифицируются по типам согласно их инвариантам Плюккера. Уравнения Плюккера вместе с тем ограничением, что инварианты должны быть натуральными числами, сильно ограничивают число возможных типов кривых заданной степени. Проективно эквивалентные кривые должны иметь тот же тип, но кривые одного и того же типа, вообще говоря, не эквивалентны проективно. Кривые степени 2 — конические сечения — имеют единственный тип, задаваемый равенствами d=d*=2, δ=δ*=κ=κ*=g=0.
Для кривых степени 3 возможны три типа с инвариантами
| Тип   | d | d* | δ | δ* | κ | κ* | g |
| ----- | - | -- | - | -- | - | -- | - |
| (i)   | 3 | 6  | 0 | 0  | 0 | 9  | 1 |
| (ii)  | 3 | 4  | 1 | 0  | 0 | 3  | 0 |
| (iii) | 3 | 3  | 0 | 0  | 1 | 1  | 0 |

Кривые типов (ii) и (iii) — это рациональные кубические кривые, с обыкновенной двойной точкой и каспом соответственно. Кривые типа (i) не имеют особых точек (эллиптические кривые).
Для кривых степени 4 существует 10 возможных типов с инвариантами
| Тип    | d | d* | δ | δ* | κ | κ* | g |
| ------ | - | -- | - | -- | - | -- | - |
| (i)    | 4 | 12 | 0 | 28 | 0 | 24 | 3 |
| (ii)   | 4 | 10 | 1 | 16 | 0 | 18 | 2 |
| (iii)  | 4 | 9  | 0 | 10 | 1 | 16 | 2 |
| (iv)   | 4 | 8  | 2 | 8  | 0 | 12 | 1 |
| (v)    | 4 | 7  | 1 | 4  | 1 | 10 | 1 |
| (vi)   | 4 | 6  | 0 | 1  | 2 | 8  | 1 |
| (vii)  | 4 | 6  | 3 | 4  | 0 | 6  | 0 |
| (viii) | 4 | 5  | 2 | 2  | 1 | 4  | 0 |
| (ix)   | 4 | 4  | 1 | 1  | 2 | 2  | 0 |
| (x)    | 4 | 3  | 0 | 1  | 3 | 0  | 0 |